# Kortrijk Koerse
Kortrijk Koerse, auch  Konvert Koerse oder Konvert Kortrijk Koerse ist ein Straßenradrennen im Frauenradsport in Belgien.
Das Eintagesrennen wurde erstmals im Jahr 2022 ausgetragen und ist in die Kategorie 1.1 eingestuft. Die Strecke führt auf einer großen und einer kleinen Runde, die mehrfach absolviert werden, durch das Gebiet der Stadt Kortrijk.
Hauptsponsor des Rennens ist die Jobvermittlungsargentur Konvert. 2025 wurde das Rennen abgesagt.

## Palmarès
| Jahr | Siegerin          | Zweite           | Dritte           |          |
| ---- | ----------------- | ---------------- | ---------------- | -------- |
| 2022 | Julie De Wilde    | Susanne Meistrok | Silvia Persico   |          |
| 2023 | Daria Pikulik     | Julie De Wilde   | Valentine Fortin |          |
| 2024 | Sofie van Rooijen | Chiara Consonni  | Daria Pikulik    |          |
| 2025 | abgesagt          | abgesagt         | abgesagt         | abgesagt |